# Typologia systemów partyjnych
Typologia systemów partyjnych – współczesne systemy partyjne sklasyfikować można ze względu na wiele różnych kryteriów. Najbardziej rozpowszechnione są kryteria ilościowe, jakościowe i mieszane.

## Kryterium liczbowe
Najstarsze i najbardziej rozpowszechnione kryterium. Odwołuje się do liczby partii prowadzących działalność w życiu publicznym, w mechanizmach sprawowania władzy publicznej. Podstawą rozróżnienia są te partie, które mają szansę zdobycia władzy i uczestniczenia w jej sprawowaniu (partie relewantne).
Typologia Maurice Duvergera:
- System jednopartyjny – zakaz działania innych partii, oprócz rządzącej. Wyróżnić można różne formy w ramach tego systemu: jednopartyjność w państwie faszystowskim, realnego socjalizmu oraz w krajach pokolonialnych.

- System dwupartyjny – w państwie może działać więcej partii, ale tylko dwie spośród nich mają realne szanse zdobycia władzy. System ten chroniony jest zazwyczaj większościową ordynacją wyborczą. Stwarza korzystne przesłanki dla stabilizacji systemu politycznego – zmiana partii rządzącej nie oznacza radykalnych zwrotów w realizowanej polityce, większa jest również przestrzeń działania partii zwycięskiej, utrzymywanie się rządu z reguły przez całą kadencję umożliwia partii go tworzącej realizację długotrwałych celów politycznych. System ten nie opiera się na koalicji; jest wyrazem integracji społeczeństwa wokół dwóch biegunów politycznych.

- System wielopartyjny – trzy lub więcej partii ma szansę na zdobycie władzy. Jest wyrazem znacznego rozbicia i zróżnicowania społecznego. Zmniejsza wpływ jednostek na rządy i przesuwa punkt ciężkości na partie polityczne. Może zapowiadać niestabilność i zmiany w obszarze wykonywanej polityki. Efektywność tego systemu jest związana z charakterem zawieranych koalicji, obecnych zarówno przy formowaniu rządu, jak i po stronie opozycji.

## Kryterium jakościowe
Kryterium ilościowe nie pozwala na ukazanie różnorodności podobnych do siebie, ze względu na liczbę partii, systemów partyjnych; dopiero zastosowanie kryterium jakościowego pozwala przybliżyć zróżnicowania, jakie występują w różnych krajach w ich praktyce ustrojowej.
Podział Josepha LaPalombara i Myrona Weinera:
- ze względu na konkurencyjność:
  - Konkurencyjne – swoboda tworzenia i działania partii. W państwach demokratycznych. Konkurencyjność przejawia się w walce o władzę, zarówno w fazie organizowania wyborów, jak i sprawowania władzy.
  - Niekonkurencyjne – systemy partyjne krajów realnego socjalizmu, zarówno w wersji systemu jednopartyjnego, jak i tzw. socjalistycznych systemów wielopartyjnych (system partii hegemonicznej). Nie dopuszczają walki o władze państwową, nie posiadają legalnej opozycji, władza państwowa w sposób trwały znajduje się w rękach jednej partii. Zaliczyć tu możemy również faszystowskie systemy partyjne, jak i krajów pokolonialnych.

- ze względu na konkurencję, uzgodnienie i monopol:
  - Konkurencyjny – hipotetycznie każda partia konkuruje z inną. Może występować konkurencja w części systemu partyjnego i w odniesieniu do niektórych problemów politycznych. Podstawowe rozstrzygnięcia w tym systemie zapadają na zasadzie większości.
  - Oparty na uzgodnieniach – związany jest z zewnętrznymi relacjami opartymi na amicabilis compositio. Ten typ stosunków ma miejsce wtedy, gdy występują szczególne społeczno-kulturowe i etniczno-językowe uwarunkowania, typowe dla Szwajcarii, Austrii, Holandii, Belgii.
  - Zasada monopolu – związana z systemem jednopartyjnym. Występowała w dwóch wariantach: w państwach faszystowskich i realnego socjalizmu. Ograniczenie stosunków międzypartyjnych wprowadzając element podporządkowania.

- ze względu na charakter programów partii politycznych i zasady walki międzypartyjnej:
  - Zideologizowany – konkurencja między partiami związana z różnicami ideologicznymi akcentowanymi w programach.
  - Pragmatyczny – dystans ideologiczny między znaczącymi partiami w systemie partyjnym danego kraju nie jest duży, np. Stany Zjednoczone.

- ze względu na częstotliwość zmiany partii u sterów rządów:
  - Hegemoniczny – jedna partia pozostaje przy władzy przez dość długi okres (sama tworzy rząd lub koalicji rządzącej spełnia dominującą rolę). Daje szansę osiągnięcia stabilności systemu; z drugiej jednak strony może prowadzić do utraty zdolności koncepcyjnych i efektywnego działania przez partię pozostającą dłuższy czas u władzy.
  - Zmienny – następują częste i regularne zmiany partii u steru rządów, np. w Polsce w latach 1921–1926. Zmiany partii rządzącej dokonują się nie tylko w wyniku wyborów, ale również w okresie kadencji, pod wpływem różnych destabilizujących czynników.

Inne rozróżnienie, autorstwa Gordona Smitha, dzieli partie
- ze względu na sposób tworzenia rządu:
  - Zrównoważony – występuje wyraźna polaryzacja, ale bez dłuższej dominacji jednego ugrupowania. Konkurencja między dwoma partiami lub ich większą ilością (ale skupionych wokół dwóch biegunów). Tendencja do regularnej zmiany rządów. Np. Wielka Brytania, Stany Zjednoczone, RFN.
  - Niezrównoważony – jedna partia rządzi sama albo jest dominująca w koalicji przez dłuższy okres. Wybory nie decydują w praktyce o przejęciu władzy, mogą jedynie wpływać na zakres uczestnictwa określonej partii w rządzie. Np. RFN z dominacją CDU, zwłaszcza w okresie rządów Konrada Adenauera.
  - Rozproszony – nie występuje wyraźna polaryzacja i kilka partii może uzyskać podobne wyniki w wyborach. Nie ma wyraźnego związku między wynikami wyborów a kształtem rządu. Polityczny skład rządu może ulegać zmianie między wyborami. System ten nie musi się wiązać z niestabilnością rządów.

## Kryterium mieszane (liczbowo-jakościowe)
Łączenie kryteriów pozwala przybliżyć różne aspekty działalności współczesnych systemów partyjnych; daje możliwość uszczegółowienia typologii.
Typologia Marka Sobolewskiego:
- System dwupartyjny
- Systemy wielopartyjne:
  - System partii dominującej – (wielopartyjny) w którym pozycję dominującą zajmuje jedna partia. W kolejnych wyborach partia odnosi zdecydowane zwycięstwo. Posiada absolutną dominację w parlamencie i jest zdolna do utworzenia rządu jednopartyjnego. Nie występuje równie silna partia opozycyjna. Przeniesienie ośrodka decyzyjnego z organów państwowych na struktury partyjne. Kumulacja stanowisk partyjnych państwowych. Partia nie wypełnia żadnych funkcji publicznych (to odróżnia ten system od systemu jednopartyjnego).
  - System kooperacji partii – wszystkie partie tego systemu lub co najmniej wszystkie liczące się partie, podejmują współpracę. Najczęściej przystępują do wyborów osobno, a po wyborach rezygnują z konkurencji i podejmują współpracę. W okresie zagrożenia może dojść do zawieszenia walki politycznej i utworzenia rządu jedności narodowej.
  - System dwublokowy – (wielopartyjny ustabilizowany) odmiana systemu wielopartyjnego, w którym występują bloki partii. Walka o władze toczy się między dwoma blokami. Po wyborach rządzi jeden z bloków mający absolutna przewagę w parlamencie. Prowadzi do stabilności rządów przy jednoczesnym zaniku kontroli parlamentu nad rządem. Współpraca w ramach bloków odbywa się na podstawie zawieranych porozumień.
  - System rozbicia wielopartyjnego – system wielopartyjny, w którym brak partii większościowej. Powstaje konieczność stworzenia koalicji. Koalicje są tworzone dzięki partiom centrowym, z udziałem ugrupowań lewicowych lub prawicowych. Jeżeli nie ma innych czynników stabilizujących to stan taki może zagrażać systemowi parlamentarnemu. Podobnie negatywne następstwa może mieć rozbicie wielopartyjne, w warunkach gdy prezydent nie ma wsparcia ze strony partii większościowej.

Klasyfikacja Giovanniego Sartoriego (1976 r.):
- Dwupartyjny ze zmieniającymi się rządami – dwie bipolarnie zwrócone do siebie partie zmieniają się formując samodzielne rządy. Polaryzacja jest niewielka. Kierunek konkurencji dośrodkowy.
- Umiarkowany pluralizm – trzy postacie: samodzielny rząd bez koalicji, z koalicjami, z koalicjami środka lub wielkimi koalicjami. Stosunkowo niewielki dystans ideologiczny między liczącymi się partiami, dążenie do biegunowego budowania koalicji, dominacja dośrodkowej konkurencji bez udziału partii antysystemowych. Mogą występować różne modyfikacje wynikające z lokalnych uwarunkowań.
- Spolaryzowany pluralizm – łączy się z obstrukcyjną opozycją z lewa i prawa. Ideologizacja systemu partyjnego. Tendencja do odśrodkowej konkurencji. Te czynniki w konsekwencji zagrażają legitymizacji systemu politycznego. Występuje w dwóch wariantach: spolaryzowany pluralizm z fundamentalną opozycją z lewa i prawa oraz spolaryzowany pluralizm ze zdolnymi do rządzenia partiami środka.
- System partii hegemonicznej w spolaryzowanym pluralizmie – system wielopartyjny z dominacją jednej partii. Partia dominująca z reguły tworzy rząd, który mógłby być zagrożony jedynie przez koalicje wszystkich lub większości pozostałych partii.

Propozycja Jeana Blondela:
- System dwupartyjny
- System dwuipółpartyjny – występują dwie duże partie, które konkurując ze sobą, nie są w stanie utworzyć samodzielnie rządu. Z tego powodu pojawia się trzecie ugrupowanie, partia dopełniająca, pełniąca rolę koalicjanta zapewniającego większość w parlamencie. Partia trzecia może wchodzić w sojusz z każdą z dużych partii, ponieważ najczęściej zajmuje centrową pozycję ideologiczną.
- System wielopartyjny z partią dominującą – występuje wiele partii jednak tylko jedna zdobyła taką dużą liczbę mandatów, że może sprawować rządy samodzielnie, nawet gdy inne partie połącza się koalicją.
- System wielopartyjny bez partii dominującej

Klasyfikacja Alana Siaroffa:
- System dwupartyjny
- System dwuipółpartyjny
- Umiarkowana wielopartyjność z partią dominującą
- Umiarkowana wielopartyjność z dwiema głównymi partiami – istnieje wiele partii jednak tylko dwie uzyskały dużą liczbę mandatów. Wtedy mogą zawrzeć koalicję lub połączyć z partiami mniejszymi. Gdy zdecydują się połączyć z mniejszymi partiami wtedy muszą mieć większość nad innymi partiami aby sprawować rządy.
- Umiarkowana wielopartyjność bez większych partii
- Ekstremalna wielopartyjność z partią dominującą
- Ekstremalna wielopartyjność z dwiema głównymi partiami
- Ekstremalna wielopartyjność